# John Cockram
John Cockram (fl. 1713-1726) est un pirate, commerçant et chasseur de pirates dans les Caraïbes, connu pour son association avec le pirate anglais Benjamin Hornigold. 

## Biographie
Cockram fait partie d'un groupe de pirates actifs aux Bahamas, notamment Benjamin Hornigold, John West et Daniel Stillwell, qui ont attaqué des navires espagnols et de petites embarcations ouvertes tels que le periagua. En 1713, lui et son petit équipage « ont ramené des soies d'Asie, du cuivre, du rhum, du sucre et des pièces d'argent volées sur des navires espagnols au large de la Floride et ailleurs » d'une valeur de plus de 2 000 livres. Excédé par Cockram et les autres pirates perturbant l'économie de l'île, le sous-gouverneur des Bahamas Thomas Walker tente de mettre un terme à leurs activités. Daniel Stillwell sera ainsi capturé mais rapidement libéré par Hornigold, qui demande alors fermement à Walker de ne plus intervenir. 
Délaissant la piraterie, Cockram, associé à ses frères Joseph et Philippe, devient commerçant, vendant des marchandises qu'il apporte de Charles Town et d'autres colonies aux pirates de New Providence et dans les environs. En mars 1714, il épouse la fille de Richard Thompson, lui aussi commerçant avec les pirates des Bahamas, et part pour Eleuthera. Il s'associe à Thompson pour faire des affaires sur Harbour Island. Cockram et Thompson utilisent leurs propres navires marchands comme le Richard and John, commerçant directement avec les pirates, et servant également d'intermédiaire pour les marchands de Curaçao, de Boston et d'ailleurs. 
Les pirates actifs aux Bahamas laissent généralement le navire de Cockram et Thompson, car ils en dépendent pour obtenir des munitions et d'autres provisions. Cockram et Thompson deviennent ainsi « les principaux commerçants du marché noir de l'âge d'or de la piraterie » malgré les menaces persistantes de la Royal Navy et des autorités espagnoles. En septembre 1718, le roi George offre le pardon à tous les pirates qui acceptent d'abandonner la piraterie. Hornigold, Stilwell, Cockram et d'autres acceptent la proposition. Charles Vane, lui, refuse et fuit Nassau sous une pluie de boulets de canon. L'un des premiers navires qu'il pille alors est le Richard and John de Cockram, abandonnant son capitaine, Joseph Cockram, le frère de John, sur une île déserte. Son autre frère, Philip, après avoir été contraint par les Espagnols de les servir en tant que navigateur, est alors relâché avec un petit groupe d'autres prisonniers afin de faire parvenir un message à Woodes Rogers, gouverneur des Bahamas : « Prouvez-vous que vous êtes un gouverneur légitime et non pas un pirate, ou préparez vous au pire ». 
Le gouverneur Rogers charge Hornigold et Cockram de capturer Vane et d'autres pirates. La flotte de Vane est trop forte pour être capturée, mais ils réussissent à appréhender le sloop Wolf de Nicholas Woodall, qui fournissait clandestinement Vane et ses hommes. Fin 1718, fort de leur succès contre Woodall, Rogers envoie de nouveau Hornigold et Cockram en chasse après les pirates, qui parviennent à capturer John Auger. Cockram produit également une carte de Harbour Island, que Rogers enverra en Angleterre. En 1720, Cockram aide Rogers en l'avertissant de la collusion des Français avec les tribus indigènes contre les Espagnols. En 1721, il est nommé au conseil du gouverneur, qu'il quittera en 1726, fuyant l'île pour éviter les recouvreurs de dettes. 

## Dans la culture populaire
Cockram apparaît comme un méchant dans Assassin's Creed IV: Black Flag, où il est membre de l'Ordre des Templiers chargé de localiser le sage Bartholomew Roberts. Le protagoniste Edward Kenway l'assassine afin de gagner la confiance de Roberts.